# Thomas F. Magner

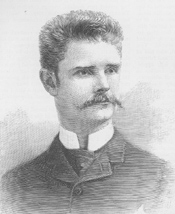
Thomas F. Magner

Thomas Francis Magner (* 8. März 1860 in Brooklyn, New York; † 22. Dezember 1945 ebenda) war ein US-amerikanischer Jurist und Politiker. Zwischen 1889 und 1895 vertrat er den Bundesstaat New York im US-Repräsentantenhaus.

## Werdegang
Thomas Francis Magner wurde ungefähr ein Jahr vor dem Ausbruch des Bürgerkrieges in der damals noch eigenständigen Stadt Brooklyn geboren und wuchs dort auf. In dieser Zeit besuchte er die öffentlichen Schulen. Er graduierte 1880 am St. Xavier College und 1882 an der Columbia University in New York City. Danach unterrichtete er an einer öffentlichen Schule in Brooklyn. Er studierte Jura. Seine Zulassung als Anwalt erhielt er 1883 und begann dann im selben Jahr in Brooklyn zu praktizieren. 1888 saß er in der New York State Assembly. Politisch gehörte er der Demokratischen Partei an.
Bei den Kongresswahlen des Jahres 1888 wurde Magner im fünften Wahlbezirk von New York in das US-Repräsentantenhaus in Washington, D.C. gewählt, wo er am 4. März 1889 die Nachfolge von Archibald Meserole Bliss antrat. Er wurde einmal wiedergewählt. Dann kandidierte er im sechsten Wahlbezirk von New York für einen Kongresssitz. Nach einer erfolgreichen Wahl trat er am 4. März 1893 die Nachfolge von John R. Fellows an. Zwei Jahre später verzichtete er auf eine weitere Kandidatur und schied nach dem 3. März 1895 aus dem Kongress aus.
Danach nahm er wieder seine Tätigkeit als Anwalt auf. Zwischen 1913 und 1917 war er als Corporation Counsel im Borough von Brooklyn tätig. Magner ging im Anschluss bis zu seinem Tod seiner früheren Beschäftigung nach. Er verstarb nach dem Ende des Zweiten Weltkriegs am 22. Dezember 1945 in Brooklyn und wurde dann auf dem Holy Cross Cemetery beigesetzt. Der Kongressabgeordnete John Francis Carew war sein Neffe.